# Johannes Bontje
Johannes Cornelius Bontje, anche noto come Rob Bontje (Sittard-Geleen, 12 maggio 1981), è un allenatore di pallavolo ed ex pallavolista olandese, nel ruolo di centrale, assistente allenatore del Limax.

## Palmarès

### Nazionale (competizioni minori)
- European League 2004
- European League 2006
- Memorial Hubert Wagner 2013

### Premi individuali
- 2009 - Serie A1: Miglior muro[2]
- 2015 - Champions League: Miglior centrale